# Ракс
Ракс (нім. Rax) — гірський масив у Східних Альпах на території Австрії. Він є частиною Північних Вапнякових Альп та знаходиться на межі федеральних земель Штирія та Нижня Австрія. Найвищою точкою є вершина Гойкуппе (нім. Heukuppe), 2007 м.
Ракс і сусідній масив Шнееберг називають Віденськими домашніми горами. Масив знаходиться на відстані 100 км від Відня. Жителі Відня полюбляють інколи приїхати сюди на відпочинок на вихідні автомобілем або громадським транспортом.

## Історія
Перші відомі альпіністські вилазки у горах Ракс здійснив ботанік Карл Клузіус у 1575 році. У 1894 році, на прикладі скель Раксу, Фріц Бенеш створив скалу альпіністської складності, що містила 7 рівнів.
Після загибелі трьох осіб у лавині у 1896 році була створена Альпійська рятувальна служба у Відні. Це перша гірська служба порятунку у світі. У 1925 році побудована Raxseilbahn- перша туристична канатна дорога в Австрії.